# Manuel Minuesa de Lacasa
Manuel Minuesa de Lacasa, o Minuesa de la Casa, (Zaragoza, 21 de junio de 1816-Madrid, 10 de julio de 1888) fue un impresor y editor madrileño de literatura popular, iniciador de una dinastía de impresores y editores en Madrid.	

## Biografía
Manuel Minuesa de Lacasa se trasladó a edad muy temprana a la capital donde se dedicó al oficio de impresor como cajista. Allí se casó con la madrileña Joaquina de los Ríos en el 1836.
En 1847 fundó junto a Antonio Martínez la imprenta Señores Martínez y Minuesa establecida en la calle de la Cabeza, n.º 34 de Madrid.
Manuel enviudó en 1850 pero la sociedad siguió prosperando hasta que, a finales de 1851 decidió disolverla para establecer su propia imprenta (Imprenta de Manuel Minuesa) en la calle de la Cabeza, n.º 40.  En ese mismo año, se  casó en segundas nupcias con María Encarnación Picazo y Marina.
A final de la década de 1850 traslada su establecimiento a la calle Valverde, n.º 5 en Madrid, convirtiéndose en impresor-editor, y comenzando a publicar novelas históricas. Manuel Minuesa de Lacasa era también el propietario de los derechos de numerosas novelas y libros que publicaba.
En 1861 la ampliación de su actividad le impone comprar el edificio en el número 19 de la calle de Juanelo que se compone de cinco pisos. Será la sede definitiva de la Imprenta de Manuel Minuesa. En el piso principal reside con sus familiares mientras dedica el resto a viviendas de alquiler donde residían varios empleados de la imprenta.
En 1862 se asocia a J. Reche y a R. Fernández de las Cuevas, fundando la sociedad Reche y Compañía dedicada al comercio de madera; y en 1867 con este último se asocia de nuevo para ampliar los negocios de la imprenta, firmando importantes contratos de impresión con la Compañía de Ferrocarriles de Madrid a Zaragoza y Alicante y con Ferrocarriles del Norte de España.
A la actividad de impresor, editor y comerciante añade la de prestamista, suscribiendo créditos hipotecarios, como el concedido a José María Ruiz de Arana Saavedra, duque de Baena, sobre una casa hotel en la calle Mendizábal, que le procuran un pronto enriquecimiento gracias a la ley de desamortización civil y eclesiástica de Madoz del 1.5.1855.
En 1872 llegó a formar parte del gobierno municipal de Madrid, participando en la Comisión permanente encargada de Policía Urbana, como responsable único de la Comisaría de alumbrado público.
En 1873 Manuel Minuesa de Lacasa se asocia con el también impresor y editor José María Mares. La imprenta de la calle de Januelo se convierte en un centro difusor de la llamada literatura de cordel, un género de literatura popular escrito en verso, que era distribuida en los llamados ‘pliegos de cordel’, cuadernillos impresos sin encuadernar y exhibidos para su venta cogidos por pinzas en tendederos de cordeles. Juntos continúan también con la lucrativa actividad de préstamos hipotecarios.

## Familia
Manuel Minuesa de Lacasa se casó en primeras nupcias con Joaquina de los Ríos el día 3.3.1836. Del matrimonio nacieron:
- Manuel Minuesa de los Ríos (Madrid, 7.8.1836 - Madrid, 17.5.1891[12]).[d]
- Tomas Minuesa de los Ríos (Madrid, 13.10.1839 - 10.7.1902[15]).[e]
- Lucio Antonio Minuesa de los Ríos (Madrid, h. 1849- …)[f]
- Emilio Minuesa de los Ríos  (Madrid, 1850 - Madrid, 3.10.1912).[g]

Quedó viudo en junio de 1850. Desposa a María Encarnación Picazo y Marina (Madrid, 20.11. 1818-Madrid, 24.1.1882) el día 11.12.1851, del matrimonio nacieronː 
- Eloisa Minuesa Picazo (Madrid, 1852-Madrid, ...)[h][i]
- Joaquín Minuesa Picazo (Madrid, 20.5.1865-?)[j]

## Dinastía de impresores
A la muerte de Manuel Minuesa de Lacasa, ocurrida en Madrid el 10 de julio de 1888, su hijo Manuel Minuesa de los Ríos prosigue la actividad del padre en su imprenta de la calle de Miguel Servet, n.º 13, fundada por él en 1880, mientras Joaquín hereda los derechos de la propiedad intelectual de los pliegos de cordel, que vende en 1896 a la sociedad mercantil Hernando y Compañía. También Tomás y Emilio son impresores y editores en Madrid.
A la muerte de Manuel Minuesa de los Ríos en 1891, la imprenta pasa a su viuda Agustina Rodríguez Estremera y Marín como sucesora de Manuel Minuesa de los Ríos, y posteriormente de la muerte de esta en 1915 sin sucesores directos, pasa a los sobrinos de Manuel Minuesa de los Ríos hasta principios de los años 40. Bajo el nombre de Hijos de Emilio Minuesa de los Ríos la actividad de impresor de Emilio Minuesa de los Ríos ha continuado hasta 1980 en la ronda de Toledo (antiguamente ronda de Embajadores), n.º 24, Madrid.

## Títulos publicados
- Historia de los subterráneos de la Alhambra o Los amores de Aben-Amed, descendiente de los reyes moros de Granada
- Sainete nuevo titulado Los payos hechizados, Juanito y Juanita
- Curiosa relación en la que se refieren las virtudes del día y las de la noche
- Descripción de la Cañada Leonesa, desde Valdeburón a Montemolin 1856
- Descripción de la Cañada Segoviana, desde Carabias al valle de la Alcudia 1856
- Descripción de la Cañada Soriana, desde Yangiuass al valle de la Alcudia 1857
- Descripción de la Cañada de Cuenca, desde Tragacete y Peralejos al valle de la Alcudia, al campo de Calatrava y Linares 1860[23]
- Diccionario del derecho civil aragonés, por Manuel Dieste y Jiménez 1869
- Aventuras de un piloto en el golfo de Guinea, por Antonio Quesada que publica bajo el pseudónimo de Donacuige o Donaquige 1886

### Periódicos
- La Zarzuela (Madrid, 1856) periódico de música, teatros, literatura dramática y nobles artes